# Delia floraliformis
Delia floraliformis är en tvåvingeart som beskrevs av Willi Hennig 1974. Delia floraliformis ingår i släktet Delia och familjen blomsterflugor. Inga underarter finns listade i Catalogue of Life.